# Oleandra werneri
Oleandra werneri är en ormbunkeart som beskrevs av Eduard Rosenstock. Oleandra werneri ingår i släktet Oleandra och familjen Oleandraceae. Inga underarter finns listade.